# Погосян, Арамаис Саркисович
Арамаис Саркисович Погосян (1914—1943) — старший сержант Рабоче-крестьянской Красной армии, участник Великой Отечественной войн, командир отделения 6-го отдельного моторизованного понтонно-мостового батальона (37-я армия, Степной фронт), Герой Советского Союза (1943).

## Биография
Родился в 1914 году в деревне Баяндур (ныне — Ширакская область Армении). Окончил неполную среднюю школу.
В 1939 году был призван Спандарянским райвоенкоматом, Армянская ССР, г. Ереван, Спандарянский район на службу в Рабоче-крестьянскую Красную Армию. С начала Великой Отечественной войны — на её фронтах.
Участник Великой Отечественной войны с июня 1941 года. Участвовал в оборонительных сражениях 1941—1942 годов на Украине, в Донбассе, в Сталинградской битве, в Харьковской наступательной и в Харьковской оборонительной операциях 1943 года, в Курской битве. Кандидат в члены ВКП(б) с 1943 года.
К сентябрю 1943 года старший сержант Арамаис Погосян командовал отделением 6-го отдельного моторизованного понтонно-мостового батальона 37-й армии Степного фронта. Отличился во время битвы за Днепр. 29 сентября 1943 года отделение Погосяна переправляло через Днепр в районе села Дериевка Онуфриевского района Кировоградской области Украинской ССР советских бойцов и командиров. Во главе понтонного расчёта Погосян в числе первых высадил на плацдарм десантную группу. Во время переправы очередной группы Погосян погиб. Похоронен в селе Григоро-Бригадировка Кобелякского района Полтавской области Украины.
За образцовое выполнение боевых заданий командования на фронте борьбы с немецкими захватчиками и проявленные при этом отвагу и геройство Указом Президиума Верховного Совета СССР от 20 декабря 1943 года старший сержант Арамаис Погосян посмертно был удостоен высокого звания Героя Советского Союза.
Также был награждён орденами Ленина (20.12.1943) и Отечественной войны 2-й степени (30.08.1943), медалью «За оборону Сталинграда».

## Память
- В честь Погосяна установлен бюст в его родном селе.
- Именем Героя названы школа в родном селе Баяндур, улица в селе Григоро-Бригадировка[1].
- Его имя увековечено в Главном Храме Вооружённых сил России, и навсегда запечатлено на мемориале «Дорога памяти»

## Награды
- Медаль «Золотая Звезда»[3][4].
- Орден Ленина (20.12.1943)[4]
- Орден Отечественной войны II степени(20.12.1943)[5]
- Медаль «За оборону Сталинграда» (вручена в 1943)